# Промивальна машина
Промивальна машина, промивна машина (рос. промывочная машина, англ. washing machine, нім. Läuter-gerät n, Wäscher m) — апарат для промивки корисних копалин. Промивальні машини розрізняють за конструктивними ознаками та способами гідравлічної або механічної дії. До промивальних машин належать гравіємийка (типу скрубер-бутари), бичова промивальна машина, промивні башти. Крім того, є акустична, коритна, барабанна та вібраційна промивальні машини.

## Класифікація промивальних машин

Класифікація промивних машин.

За конструкцією промивальні машини класифікують на:
- барабанні;
- коритні;
- струминні;
- вібраційні; (віброгрохот, вібромийка)
- ультразвукові;
- промивальні вежі (башти);
- бичові промивні машини.

## Барабанні промивальні машини
Див. також Скрубер (збагачення корисних копалин)
Барабанні промивальні машини мають обертову ванну, дезінтеграція в якій протікає за рахунок взаємного тертя кусків, а також їх тертя об робочу поверхню машини. Барабан обертається на опорних котках і має нахил у бік розвантаження.

Рис.1 Схема скрубер-бутари

Залежно від характеру робочої поверхні (перфорована, суцільна) виділяють:
- промивні барабанні грохоти;
- бутари;
- скрубер;
- скрубер-бутари;
- ґравіємийки-сортувалки.

На рис. 1 наведено схему скрубер-бутари.
Бутари і барабанні промивні грохоти застосовують при переробці легко- і середньопромивних руд крупністю до 300 мм. Вони мають велику продуктивність, при цьому митий продукт виходить у вигляді класів визначеної крупності. Барабанні грохоти і бутари практично не відрізняються від аналогічних апаратів, що застосовуються для класифікації . Але для інтенсифікації механічної дії на матеріал, що промивається, усередині барабана змонтовані подовжні ребра і, крім того, необхідною умовою процесу промивки є підведення води в середину грохота (витрата води від 2 до 10 м3/м3 матеріалу).

Рис.2 Гравіємийка-сортувалка

Гравіємийка-сортувалка (рис. 2) складається з рами 1 та встановленого на ній на опорних котках циліндричного барабана 2. Барабан має скруберну (промивну) секцію 3 та сортувальні секції 4, 5 із діаметром отворів відповідно 6, 20, 40. Обертається барабан за допомогою електродвигуна 7, редуктора 8, шківів та клиноремінної передачі. Вихідний матеріал надходить в промивну секцію по завантажувальному лотку 9. У середину барабана по трубопроводу через бризкала подається вода для промивки сировини. У машинах цього типу в основному промивають та сортують будівельні матеріали — гравій, вапняк, щебінь та ін. За їх допомогою одержують промитий матеріал крупності: −100+40; -40+20; −20+6; та –6 мм. Продуктивність гравіємийок-сортувалок С213А, С215 Б та С583, які випускаються серійно, відповідно становить 1—2 м3 на 1 м3 вихідного матеріалу.

## Коритна промивальна машина

Рис.3 Горизонтальна коритна промивальна машина

Рис. 4.

Коритна промивальна машина, в якій робочим органом є вал з лопатями, що обертається в кориті.
Похилі і горизонтальні коритні мийки застосовують при переробці корисних копалин усіх категорій промивності, але г. ч. важкопромивних. Крупність живлення для апаратів цього типу звичайно не перевищує 100 мм. Але фактично їх можна використовувати тільки для промивки дрібних класів, тому що ці машини не здатні забезпечити розмив грудок важкопромивної глини крупністю більше 20 мм і середньопромивної глини крупністю більше 40 мм.
Похила коритна мийка (рис. 4) складається із похилої ванни 1, усередині якої розташовані два вала 2 з лопатями, що обертаються назустріч один одному. Кут нахилу ванни становить 15—17°. Завантаження вихідного матеріалу здійснюється поблизу від нижнього кінця ванни, що заповнена на дві третини водою, яка подається під тиском через сопла 3. Під дією лопатей, що обертаються, руда перемішується, дезінтеґрується і транспортується по дну ванни угору до розвантажувального кінця. У середній частині ванни для відмивки шламів передбачено зрошення водою, що подається під тиском через сопла 3. Відмиті шлами з водою видаляються через зливний поріг.

Рис. 4а. Похила коритна промивальна машина

Коритні мийки високоефективні, надійні, потребують невеликих витрат води. Основними їх недоліками є підвищена витрата електроенергії і значне ошламлювання корисних компонентів у процесі промивання.

## Бичова промивальна машина
Бичова промивальна машина — горизонтальна коритна промивка, яка складається з трьох паралельно розміщених відділень А, Б, В (рис. 5). Перші два відділення призначені для дезинтеграції (протирки) руди, а третє — для промивки. Відділення протирки (рис. 5 б) являє собою корито, вздовж якого встановлено горизонтальний вал 1. На валу 1 по ґвинтовій лінії закріплені бичі 2. Руда у протиральному відділенні А з допомогою спірально розташованих бичів рухається до протилежного кінця ванни, звідки через вікно у перегородці 9 надходить у друге протиральне відділення Б. Тут процес промивки здійснюється аналогічно, але руда рухається у зворотному напрямку. Промивне відділення (рис. 5 в) являє собою корито, розділене перегородками на окремі камери. Вздовж корита установлено вал, на якому закріплені невеликі барабанні грохоти 6 і колісні черпакові елеватори 7 (по одному на кожну камеру). Всі вали приводяться в обертовий рух електродвигуном 5 через систему клино-ремінної та ланцюгової передач 3 та 4.

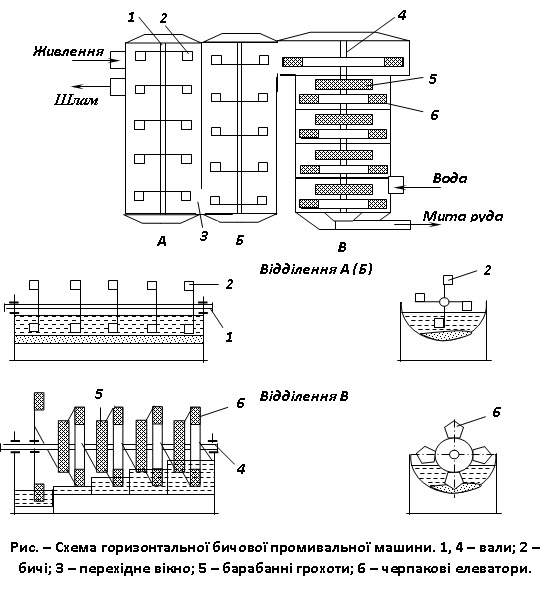
Рис.5 Бичова промивальна машина

Напрям руху матеріалу (руди) у бичовій машині — проти течії промивної води. Вивантаження митої руди з машини здійснюється елеваторним колесом (останнім по ходу руху матеріалу) в жолоб 8. Витрата води на промивку становить 2—4 м3 на 1 т вихідної руди. Бичові промивні машини в основному застосовуються для промивки важко промивних манґано-вих руд (за кордоном застосовують також для промивки окремих типів глинистих бурозалізнякових руд). Продуктивність бичової П.м. типу МПМ-3,2 на Марганецькому ГЗК при промивці манґанових руд Нікопольського басейну досягає 250 т/год при витраті електроенергії 0,3—0,5 (кВт·год)/т вихідної руди. Частота обертання валів машини у протитечійних відділеннях дорівнює 6,9 об/хв. Перевагою бичових П.м. є простота запуску, велика продуктивність та наявність нерухомого шару матеріалу на дні ванни, який захищає днище ванни від зносу. Недоліками таких машин є відносна складність конструкції, підвищене подрібнення рудних мінералів та втрата їх у зливі. Регулювання роботи бичової П.м. здійснюється шляхом зміни числа бичів на валу, витрати води на промивку, а також завантаженням окремих класів крупності окремо в різні відділення машини.

## Промивна башта
У промивних баштах промивка матеріалів базується на самодиспергуванні глинистих включень у воді.
Промивні башти використовуються в основному при промивці бурозалізнякових руд. Тривалість обробки руди залежить від ступеня промивності і коливається в межах від 2 до 24 год. при витратах води 2—2,5 м3/т і стисненого повітря 2—3 м3/т. Переваги даного способу полягають у відносно низькій стиранності мінералів і відповідно менших втратах цінного компоненту. Але у зв'язку з громіздкістю башт, малою зносостійкістю і надійністю їх окремих вузлів промивні башти не знайшли широкого застосування.
Промивна башта (рис. 6) — це виготовлена із залізобетону циліндрична шахта 5 діаметром 5—10 м і висотою 10—20 м. Конічна основа башти (днище) виконана з кутом нахилу твірних до горизонту не менше 50°. По осі башти установлена обсадна труба 6, в середині якої розміщено ерліфтний підйомник 7. Обсадна труба у верхній частині башти закріплена розтяжками до її стінок, а в нижній частині опирається на ковпак 8. Між похилими стінами днища башти та ковпаком є щілина шириною 200 мм для випуску з башти митої руди. У нижній частині башти установлені сопла 9 для подачі про-мивної води та стисненого повітря, яке інтенсифікує процес промивки. Вихідна руда завантажується у верхню частину башти транспортером 3. Руда поступово переміщується у башті вниз, безперервно промивається водою, яка подається знизу, і проходить кільцевою щілиною під ковпак 8, де здійснюється додаткова її промивка. Потім мита руда ерліфтом подається в камеру 2, де здійснюється відділення повітря від потоку пульпоповітряної суміші. Мита руда з водою самопливом направляється у згущувальну лійку 1. Злив лійки (тонкий шлам) повертається у башту, а згущений нижній продукт направляється на зневоднення. Злив башти виводиться у верхній частині башти через спеціальну зливну трубу 4. Частина зливу використовується як промивна вода і перекачується насосом через сопла у башту, а залишена частина води прояснюється у шламовому ставку чи спеціальному пристрої і також використовується для промивки. Промивні башти використовують для промивки керченських бурих залізняків. Переваги промивних башт — відносно мала стираність матеріалів при промивці і менші втрати компонентів зі зливом.

## Акустична промивальна машина

Акустична промивальна машина — промивальна машина, у якій робочим органом є генератор акустичних коливань. Ультразвуковий дезинтегратор диспергує глину при впливі на неї ультразвукових хвиль. Застосовується для мінералів з дрібними включеннями корисних компонентів.

## Вібраційні промивальні машини
Див. також Віброгрохот, Вібромийка
Вібраційні промивальні машини диспергують глинистий матеріал за рахунок вібраційного впливу робочих органів на частинки. Застосовуються для промивки грубозернистого матеріалу різної промивності. Являють собою віброгрохоти. Вібрації накладаються перпендикулярно напрямку руху матеріалу. Днище заповнюють водою. Ступінь дезинтеграції підвищується при збільшенні амплітуди та установлення на грохот дезинтегруючих елементів.

Рис.7 Гідровашгерд

## Струминні промивні машини
Див. також Струминні промивні машини.
Промивка здійснюється за допомогою високонапірних струменів води. До них відносять гідровашгерди, які застосовують для промивки золотоносних пісків. Напір води, що подається з монітора 400 кПа, забезпечує відмив глинистого компонента та класифікацію матеріалу (як правило, по кл. 70—130 мм). Витрати води на 1 м3 піску 8—12 м3/год. Недолік — циклічний характер роботи.

## Вибір типу машини для промивки
Вибір типу машини для промивки здійснюється залежно від категорії промивності, крупності матеріалу і необхідної продуктивності. Для грудкового матеріалу доцільно використовувати скрубери важкого типу, для середньопромивного крупністю до 150 мм — коритні мийки і вібраційні апарати, для матеріалів середньої крупності і легкопромивних — скрубери легкого типу і барабанні грохоти. Для дезинтеграції важкопромивних пісків варто вибирати апарати, що забезпечують тривале перебування в робочій зоні при інтенсивному механічному впливі.